# Overton (Cheshire)
Overton is een civil parish in het bestuurlijke gebied Cheshire West and Chester, in het Engelse graafschap Cheshire met 68 inwoners.